# 2-й Білоруський фронт
2-й Білору́ський фронт — оперативно-стратегічне об'єднання радянських військ з 24 лютого до 5 квітня 1944 року та з 24 квітня 1944 до 10 червня 1945 року, у Другій світовій війні. Фронт бився на центральному напряму німецько-радянського фронту, брав участь у Поліській, Білоруській, Східно-Прусській, Східно-Померанській та Берлінській наступальних операціях Червоної армії. 

## Історія

### 2-й Білоруський фронт першого формування
2-й Білоруський фронт утворений 24 лютого 1944 року на підставі директиви Ставки ВГК від 17 лютого 1944 року з метою підготовки стратегічного наступу в Білорусі. Управління фронту розгорталося на основі управління Північно-Західного фронту й мало у своєму складі 47-у, 61-у та 70-ту загальновійськові армії, а також Дніпровську військову флотилію. Авіаційні сили фронту склала 6-та повітряна армія. Командувачем фронту став генерал-полковник Курочкін П. О., начальником штабу генерал-лейтенант Колпакчи В. Я.
15 березня 1944 року 2-й Білоруський фронт перейшов у наступ за планом Поліської операції, завдаючи головного удару в стик німецьким групам армій «Центр» і «Південь» силами 70-ї і 47-ї армії на ковельському напрямку. Наступного дня в наступ перейшла 61-ша армія, просуваючись на північ з метою зайняти південний берег Прип'яті. В ході Поліської операції командування фронту не змогло виконати визначених завдань. 5 квітня 1944 року на підставі директиви Ставки ВГК від 2 квітня 1944 фронт було розформовано, його війська передані до складу 1-го Білоруського фронту.

### 2-й Білоруський фронт другого формування
Друге формування фронту відбулося 24 квітня 1944 року на підставі директиви Ставки ВГК від 19 квітня 1944 року шляхом поділу Західного фронту на 2-й та 3-й Білоруські фронти у зв'язку із запланованою стратегічною наступальною операцією в Білорусі. Управління фронту розгорталося на основі 10-ї армії, до складу сил фронту із лівого крила Західного фронту виділялися 33-тя, 49-та і 50-та загальновійськові армії та 4-та повітряна армія. Командувачем військами фронту був призначений генерал-полковник Петров І. Ю., начальником штабу став генерал-лейтенант Любарський С. І.

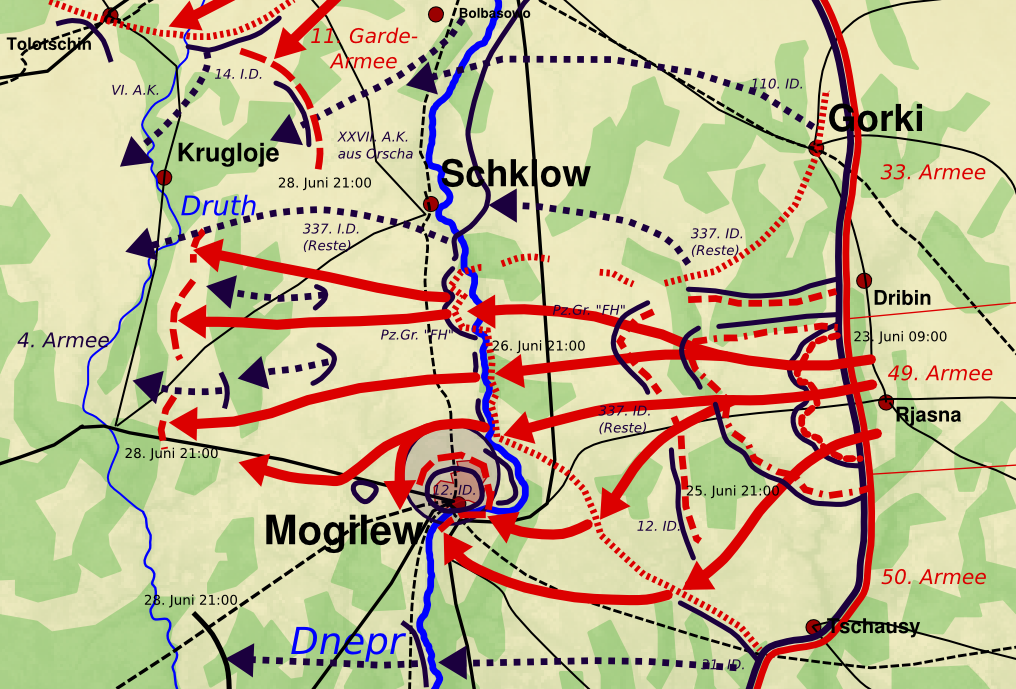
Могильовська операція. 23-28 червня 1944

Протягом наступних двох місяців фронт вів бої місцевого значення в Білорусії.

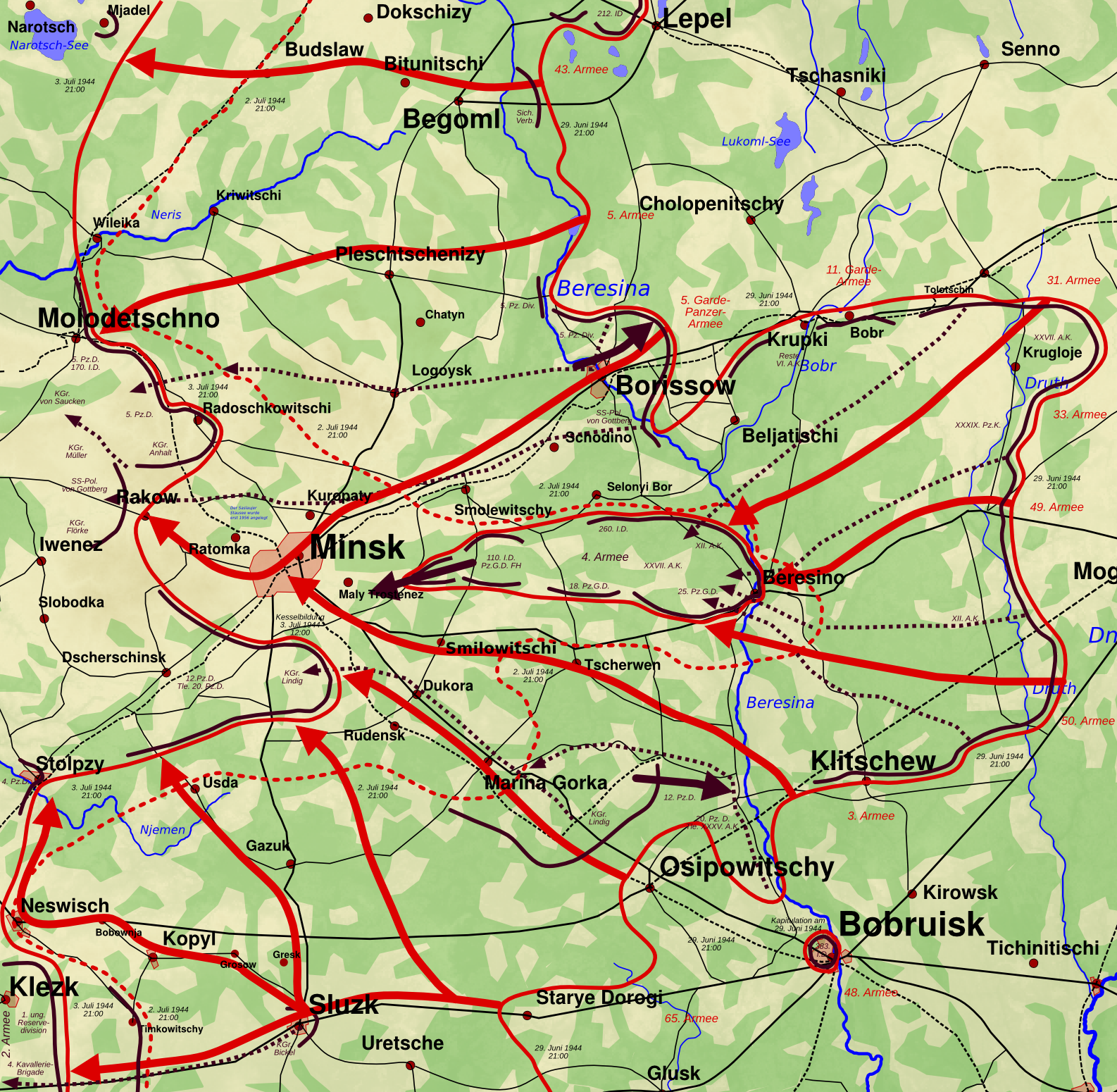
Мінська операція. 29 червня-3 липня 1944

23 червня 1944 року з початком операції «Багратіон», війська фронту перейшли в наступ на могильовському напрямку. Силами фронту була прорвана німецька оборона по Проня, Бася і Дніпро і 28 червня звільнив Могильов. У липні 1944 року 2-й Білоруський фронт тісно взаємодіючи з іншими фронтами брав участь у звільненні Мінська і Білостока. З 30 серпня до 2 листопада фронт проводив Ломжа-Ружанську наступальну операцію, в ході якої вів бої в Західній Білорусії та в східній Польщі.
14 січня 1945 року війська фронту перейшли в наступ у Східній Пруссії. До 26 січня 2-й Білоруський фронт просунувся на глибину до 230 км, у районі Бромберга захопили плацдарм на лівому березі Вісли, надалі вийшли на узбережжі Балтійського моря в районі Толькеміта і блокували східно-прусське угруповання противника із заходу і південного заходу, відрізавши його від внутрішніх районів Німеччини.
10 лютого фронт перейшов у наступ у Східній Померанії. Протягом 10 днів запеклих та кривавих боїв війська фронту змогли просунутися лише на 40-60 км і були змушені припинити наступ. 24 лютого війська 2-го Білоруського фронту, посилені 19-ю армією і 2-ю ударної армії, завдали удару на Кьослін, у взаємодії з військами 1-го Білоруського фронту. До 5 березня війська двох фронтів, діючи спільно, розсікли східно-померанське угруповання військ вермахту і вийшли на узбережжі Балтійського моря. Після цього 2-й Білоруський фронт продовжив наступ на північний схід та опанував містами Гдиня і Данциг.
Після завершення Східно-Померанської операції частини 2-го Білоруського фронту були передислоковані на захід для заміни військ 1-го Білоруського фронту по рубежу Кольберг, гирло Одера і далі по східному березі цієї річки до Шведта. 16 квітня з початком стратегічного наступу Червоної армії на Берлін частини 2-го Білоруського фронту перейшли в наступ, форсували Одер у його нижній течії і, просунувшись на глибину 200 км, розгромили штеттінське угруповання німців, прикриваючи з півночі наступ 1-го Білоруського фронту на Берлін. 9 травня частини 19-ї армії висадили морський десант на данський острів Борнгольм.
10 червня 1945 року на підставі директиви Ставки ВГК від 29 травня 1945 фронт перетворений на Північну групу військ.

## Командувачі
1-ше формування
- генерал-полковник Курочкін Павло Олексійович (лютий 1944 — квітень 1944)

2-ге формування
- генерал армії Петров Іван Юхимович (квітень 1944 — червень 1944)
- генерал-полковник, з 28 липня 1944 року генерал армії Захаров Георгій Федорович (червень 1944 — листопад 1944)
- Маршал Радянського Союзу Рокоссовський Костянтин Костянтинович (листопад 1944 — червень 1945).

## Військові формування у складі фронту

### На час формування фронту
1-ше формування
- Армії:
  - 47-ма армія
  - 61-ша армія
  - 70-та армія
  - 6-та повітряна армія
  - Дніпровська військова флотилія

2-ге формування
- Армії:
  - 33-тя армія
  - 49-та армія
  - 50-та армія
  - 4-та повітряна армія

### Входили у різний час до сил фронту
Армії
- - 42-ма армія (25 лютого — 5 квітня 1944)
  - 61-ша армія (25 лютого — 5 квітня 1944)
  - 70-та армія (25 лютого — 5 квітня 1944; 19 листопада 1944 — 10 червня 1945)
  - 33-тя армія (24 квітня 1944 — 10 червня 1945)
  - 49-та армія (24 квітня 1944 — 10 червня 1945)
  - 50-та армія (24 квітня — 6 липня 1944)
  - 3-тя армія (5 липня 1944 — 10 лютого 1945)
  - 48-ма армія (22 вересня 1944 — 11 лютого 1945)
  - 65-та армія (19 листопада 1944 — 10 червня 1945)
  - 2-га ударна армія (29 січня — 10 червня 1945)
  - 19-та армія (29 січня — 10 червня 1945)
  - 43-тя армія (1 травня — 10 червня 1945)

Танкові армії
- - 5-та гвардійська танкова армія (8 січня — 11 лютого 1945)
  - 1-ша гвардійська танкова армія (8 — 28 березня 1945)

Повітряні армії
- - 6-та повітряна армія (25 лютого — 2 квітня 1944)
  - 4-та повітряна армія (25 квітня — 10 червня 1945)

РСЧФ
- - Дніпровська військова флотилія (25 лютого — 5 квітня 1944)